# Zdzisław Belsitzman
Zdzisław Belsitzman (ur. ok. 1890, zm. 1920 lub 1923) – szachista polski, czołowy gracz warszawski w pierwszych latach po I wojnie światowej.
Krótka kariera szachowa Belsitzmana, urodzonego około 1890 roku, przypadła na lata 1913-1919. W styczniu 1913 wziął udział w symultanie rosyjskiego szachisty (później osiadłego we Francji) Jewgienija Znosko-Borowskiego, odnosząc zwycięstwo. W tymże roku rozegrał pojedynek z Salomonem Langlebenem, będący eliminacją do dużego turnieju amatorskiego w Petersburgu; mecz ten zakończył się wynikiem nierozstrzygniętym (w dwóch partiach rywale zgodzili się na remis, obaj też wygrali po jednej partii). Ostatecznie Belsitzman zrezygnował z udziału w turnieju w Petersburgu.
Poza turniejami Belsitzman próbował swoich sił jako szachowy problemista oraz uprawiał grę korespondencyjną. W 1914 w jednym z korespondencyjnych pojedynków pokonał znanego gracza krakowskiego Józefa Banneta. Grywał towarzysko w kawiarni Semadeniego i „Udziałowej”, gdzie wśród jego przeciwników byli zarówno lokalni rywale (m.in. Jan Kleczyński), jak i przebywający czasowo w Warszawie szachiści rosyjscy.
Kilkakrotnie uczestniczył w turniejach Warszawskiego Towarzystwa Zwolenników Gry Szachowej. W 1916 w gronie siedmiu zawodników uplasował się na dzielonym IV-V miejscu, rok później zajął III-IV lokatę (również grało siedmiu zawodników). Wielki sukces odniósł w pierwszym turnieju powojennym jesienią 1919, kiedy to zdobywając w czternastu partiach 11 punktów triumfował w imprezie, wyprzedzając całą warszawską czołówkę - Aleksandra Flamberga, Akibę Rubinsteina i Dawida Przepiórkę. Belsitzman wyróżniony został nagrodą w wysokości 800 marek, a pismo „Szachista Polski” powierzyło mu redakcję działu gry praktycznej.
Kariera Belsitzmana urwała się jednak na sukcesie z 1919; niebawem zmarł w bliżej nieznanych okolicznościach. Według jednej z wersji poległ na froncie wojny z Rosją radziecką. Przeczyć się temu zdaje informacja Dawida Przepiórki, zamieszczona w „Tygodniku Ilustrowanym” w marcu 1923: „niedawno w Warszawie zmarł Z. Belsitzman”, ale nieobecność Belsitzmana w turniejach warszawskich po 1919 może budzić wątpliwości, co Przepiórka miał na myśli pisząc „niedawno”.